# 瑪律科姆·麥金托什 (政治家)

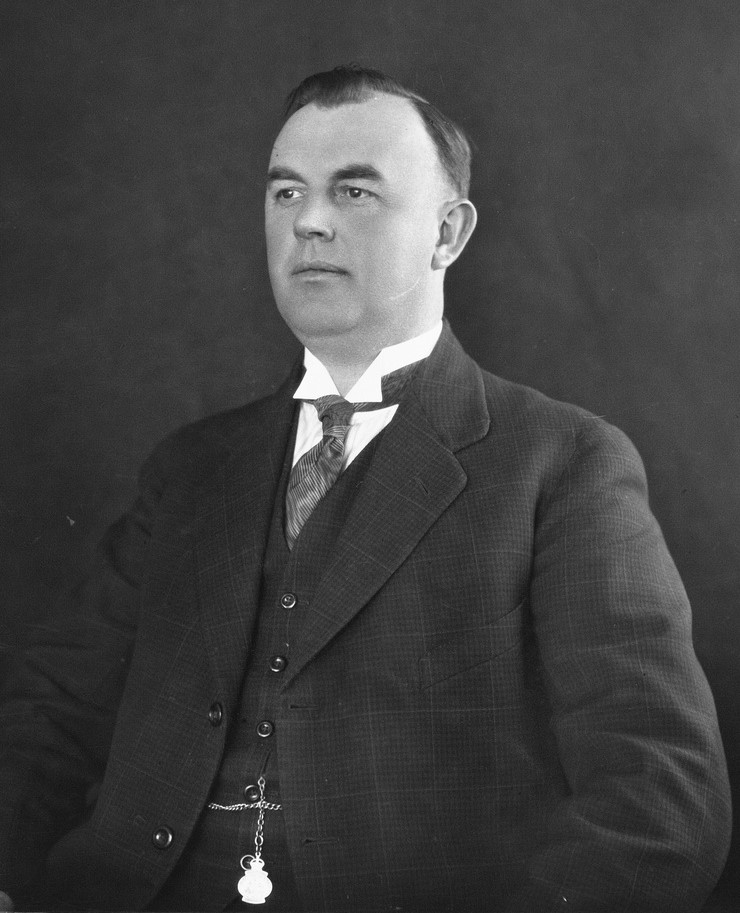

瑪律科姆·麥金托什爵士（1888年3月3日-1960年11月15日），是澳大利亚政治家，1921年至1959年间南澳大利亚众议院阿尔伯特選區議員。麥金托什曾加入三個政黨，1921年至1928年間加入乡村党、1928年至1932年間加入自由联盟，1932年至1959年加入前述兩黨合并而成自由与乡村联盟。 
1956年麥金托什獲頒爵級司令勳章。